# Макэлиски, Рошин
Рошин (Роуз) Элизабет Макэлиски (англ. Róisín Elizabeth McAliskey, родилась в 1971 году в графстве Тирон) — ирландский общественно-политический деятель, член ИРА. Проживает в Великобритании.

## Биография

### Семья
Дочь республиканских активистов Бернадетт и Майкла Макэлиски. Есть дочь Лоиннир (родилась в 1997 году на территории Англии).

### Дело онападении на казармы Оснабрюка
В 1996 году, когда Рошин была на 4-м месяце беременности, в Германии был выдан ордер на ее экстрадицию и арест по обвинении в сотрудничестве с ИРА и нападении на британские казармы Оснабрюка, совершённом 28 июня 1996. Атаку возглавлял республиканец Майкл Диксон, бывший военнослужащий инженерных частей Британской армии.
2 января 1998 было предварительно объявлено об экстрадиции Рошин в Германию, однако при поддержке Рошин многочисленных граждан Ирландии и США этот процесс затянулся. В конце концов Джек Стро, министр внутренних дел Великобритании, отказал Германии в экстрадиции, поскольку Рошин не могла покинуть страну по причине проблем со здоровьем. Повторная попытка экстрадиции состоялась 21 мая 2007: после ареста её выпустили под залог в 2500 фунтов стерлингов, а вскоре Великобритания опять отказала в экстрадиции.